# Bura, Niger
Bura är ett fornminne i regionen Tillaberi i departementet Téra, i sydvästra Niger.  Platsen har fått sitt namn efter Burakulturen.

## Beskrivning av området
Bura består av ett antal separata nekropoler med sarkofager smyckade med ovanligt särskiljande statyetter i terrakotta. Huvudnekropolen har en diameter av omkring en kilometer. Gravhögar, religiösa altare och forntida bostäder finns här över ett stort område. 1983 gjordes en arkeologisk utgrävning av ett 25 gånger 20 meter stort område.

## Artefakter och plundring
Efter upptäckten 1975 och den arkeologiska utgrävningen 1983, samt efter utställningen Bura-Asinda runt om i Frankrike på 1990-talet, blev de forntida lergodsstatyetterna högt eftertraktade av samlare.
Leran och antropomorfistiska stenhuvuden från den forntida och medeltida Barakulturen har sökts för sin ovanliga abstraktion och förenkling.
Olyckligtvis, har omfattande plundring och smuggling följt denna kommersiella efterfrågan, och så många av Burakulturens platser har påverkats negativt.  Dagstidningen Le Monde har skrivit att "90 procent av Nigers Buraplatser har skadats" av plundrare och vandaler sedan 1994.
Andra Buraartefakter som hittats är stora gravkrukor (både rörformiga och äggformiga) i terrakotta samt olika typer av gravkeramik. Av de 834 Burarelaterade platserna i Nigers dalgång har platsen Bura tillverkat den äldsta ryttarstatyerna.

## Världsarvsstatus
Bura är sedan 26 maj 2006 uppsatt på Nigers tentativa världsarvslista.